# Las Pintitas
Las Pintitas är en ort i Mexiko.   Den ligger i kommunen El Salto och delstaten Jalisco, i den centrala delen av landet, 500 km väster om huvudstaden Mexico City. Las Pintitas ligger 1 541 meter över havet och antalet invånare är 26 500.
Terrängen runt Las Pintitas är huvudsakligen platt, men åt nordväst är den kuperad. Runt Las Pintitas är det mycket tätbefolkat, med 2 345 invånare per kvadratkilometer. Närmaste större samhälle är Guadalajara, 14,7 km nordväst om Las Pintitas. Trakten runt Las Pintitas består till största delen av jordbruksmark.